# Proctarrelabis involvens
Proctarrelabis involvens is een insect uit de familie van de vlinderhaften (Ascalaphidae), die tot de orde netvleugeligen (Neuroptera) behoort. 
Proctarrelabis involvens is voor het eerst wetenschappelijk beschreven door Walker in 1853.